# Arthur Hoyer
Arthur Hoyer (14 maart 1957) is een voormalig Nederlands voetballer die doorgaans als aanvallende middenvelder of aanvaller speelde.

## Loopbaan
Hoyer, zoon van een Indische vader en een Nederlandse moeder, begon zijn carrière in de jeugd van BVV. In januari 1976 debuteerde hij in het eerste van BVV met een doelpunt tegen RKVV Voerendaal. Hij kreeg een profcontract bij PSV. Hoyer kwam in het seizoen 1976/77 bij de selectie, die toen onder meer bestond uit spelers als Willy van der Kuijlen, Ralf Edström, René en Willy van de Kerkhof. Op 4 september 1976 maakte Hoyer zijn debuut, maar het lukte hem niet in zijn drie seizoenen bij PSV een basisplaats te veroveren en hij vertrok naar Willem II. Hij speelde in totaal vijf seizoenen bij Willem II, waarna hij naar Fortuna Sittard vertrok. Net als bij Willem II heeft Hoyer bij Fortuna een basisplaats, maar zijn vaak opspelende knie deed Hoyer terugkeren naar FC Den Bosch, de club die met de proflicentie van BVV verder ging. Hij probeerde het nog eenmaal, maar moest na een zwaar seizoen met fysieke ongemakken zijn schoenen aan de wilgen hangen. Hoyer speelde meer dan 250 competitiewedstrijden in het betaald voetbal en kwam daarin 73 keer tot scoren en tevens speelde hij acht Europacup-wedstrijden, twee met PSV en zes met Fortuna Sittard.
Anno 2019 runt hij 'de Dageraad', voorheen de cafetaria van zijn schoonouders, op de Dageraadsweg in 's-Hertogenbosch.